# Emmanuel Pappoe
Emmanuel Addoquaye Pappoe (ur. 3 marca 1981 w Akrze) – ghański piłkarz występujący na pozycji skrajnego obrońcy, reprezentant Ghany.

## Kariera klubowa
Pappoe rozpoczynał swoją karierę piłkarską w ojczyźnie w zespole Liberty Professionals. W 2003 wyjechał do ligi izraelskiej, gdzie występował w klubach, takich jak FC Aszdod i od 2005 Hapoel Kefar Sawa. W 2006 zajął z drużyną z Kfar Saby 10. miejsce w lidze (na 12 zespołów). Grał też w AEK Larnaka i Hapoelu Hajfa.

## Kariera reprezentacyjna
Emmanuel Pappoe rozpoczynał występy z reprezentacją Ghany od drużyn juniorskich. W 2001 zdobył srebrny medal na Mistrzostwach Świata U-20. 19 października 2002 zadebiutował w meczu pierwszej drużyny seniorów w meczu przeciwko Sierra Leone. W 2004 był członkiem ekipy, która grała na turnieju Olimpiady w Atenach. Później pomógł swojej reprezentacji w awansie do Mistrzostw Świata 2006, zostawiając w eliminacjach w pokonanym polu drużynę Republiki Południowej Afryki. Pappoe występował również na nieudanym dla Ghany, turnieju o Puchar Narodów Afryki 2006 w Egipcie. W czerwcu 2006 zadebiutował na Mistrzostwach Świata w meczu przeciwko Włochom (0:2).
W latach 2002–2006 w reprezentacji Ghany rozegrał 29 meczów.